# Roberson Figueiredo
Roberson Figueiredo da Silva ist ein brasilianischer Radrennfahrer.
Roberson Figueiredo gewann 2004 den Circuito Boavista und er wurde Zweiter beim Prova Ciclística 9 de Julho. Ein Jahr später wurde er brasilianischer Meister im Straßenrennen. Beim Circuito Boavista wurde er dieses Mal Dritter und Prova Ciclistica 9 de Julho konnte er gewinnen. In der Endwertung der UCI America Tour 2005 belegte er den sechsten Rang. In der Saison 2006 gewann Figueiredo eine Etappe bei Torneio de Verao und konnte so auch die Gesamtwertung für sich entscheiden.

## Erfolge
2005
- Brasilianischer Straßenmeister
- Prova Ciclística 9 de Julho

| Personendaten    | Personendaten                 |
| ---------------- | ----------------------------- |
| NAME             | Figueiredo, Roberson          |
| ALTERNATIVNAMEN  | Figueiredo da Silva, Roberson |
| KURZBESCHREIBUNG | brasilianischer Radrennfahrer |
| GEBURTSDATUM     | 20. Jahrhundert               |